# Fenyvesi Orsolya
Fenyvesi Orsolya (Szekszárd, 1986. július 23. –) magyar költő, író, műfordító, szerkesztő.

## Tanulmányai
2004-ben érettségizett a pécsi Leőwey Klára Gimnáziumban, ugyanebben az évben az Eötvös Loránd Tudományegyetem Bölcsészettudományi Karának művészettörténet–filmelmélet és filmtörténet szakán tanult tovább. 2006 és 2009 között az Eötvös Loránd Tudományegyetem Állam- és Jogtudományi Karának jogász szakos hallgatója volt. A 2009-es és 2010-es tanév őszi szemeszterét Párizsban töltötte Erasmus-ösztöndíjjal. 2012-ben diplomázott az Eötvös Loránd Tudományegyetem Bölcsészettudományi Karának művészettörténet szakán.

## Irodalmi pályafutása
Kisgyermekkora óta ír verseket, történeteket. Középiskolásként 2004-ben a sárvári Diákírók, Diákköltők Országos Találkozóján ezüst oklevelet kapott verseiért. 2006-ban jelentek meg először versei a Pannon Tükörben, 2010-től publikál rendszeresen irodalmi folyóiratokban. Verseit azóta többek között a Holmi, az Élet és Irodalom, a Kalligram, a Prae, a Mozgó Világ, az Alföld, a Műút, Tiszatáj és az Új Forrás közölte. Versei olvashatók a litera.hu, a dokk.hu, a kulter.hu, a tiszatajonline.hu, a Mozgó Világ, a Műút.hu, az ujnautilus.hu, a szifonline.hu, a varad.ro, a kalligram.eu, a gyorimuhely.hu, valamint az Élet és Irodalom online változatában.
2012 óta a József Attila Kör és a Fiatal Képzőművészek Stúdiója Egyesületének tagja.
Első verseskötete 2013-ban jelent meg Tükrök állatai címmel a JAK-füzetek sorozat 179. köteteként a József Attila Kör és a Prae.hu gondozásában. Második verseskötete Ostrom címmel a Kalligram Könyvkiadó gondozásában 2015-ben jelent meg. Harmadik verseskötete 2018-ban A látvány / Kommentárok meg nem írt versekhez címmel jelent meg a Scolar Kiadó Scolar L!ve című sorozatában.
2012 óta fordít angol, francia és német nyelvből, műfordításai azóta többek között a Prae-ben, a Tiszatájban, a Műút-ban, az Új Forrásban, a Versumon és a Lelkigyakorlatokon jelentek meg. 2017-ben jelent meg a Magvető Kiadó gondozásában Anne Carson Vörös önéletrajza című verses regényének fordítása, amit sokan méltattak. Anne Sexton Öreg törpeszív című versének fordításáért elsőként kapta meg a 2015-ben alapított Versum-díjat.
2018-ban Móricz Zsigmond-ösztöndíjat kapott.
Verseit német, angol, horvát, szerb, török, román nyelvekre fordították, többször szerepelt külföldi irodalmi fesztiválokon, legutóbb 2018-ban Londonban, a European Poetry Night alkalmából lépett fel.

## Könyvei
- Tükrök állatai, versek, József Attila Kör, Prae.hu, 2013 ISBN 9786155070303
- Ostrom, versek, Kalligram Könyvkiadó, 2015 ISBN 9786155603068
- A látvány. Kommentárok meg nem írt versekhez. N_m v_rs_k; Scolar, Bp., 2018 (Scolar live) ISBN 9789632449357

## Műfordításai
- Anne Carson: Vörös önéletrajza, Magvető, Budapest, 2017
- Versek a Versum, a Műút Portál és az 1749 oldalán (Anne Sexton, Louise Glück, Yusef Komunyakaa, Anne Carson, Tara Skurtu, Emily Berry, Adrienne Rich stb.)
- Gyerekkönyvek, mondókáskönyvek és ismeretterjesztő kiadványok a Babilon Kiadónál (Zarf élete-sorozat, Titkos jótevők-sorozat, Dory-sorozat stb.)

## Díjai, ösztöndíjai
- 2018: Móricz Zsigmond-ösztöndíj[8]
- 2015: Versum-díj
- 2009: Erasmus-ösztöndíj

## Interjúk, videók
- Alkotás vs. anyaság, beszélgetés Mán-Várhegyi Rékával és Szekeres Dórával, Litera Rádió
- „Kíváncsi voltam arra is, továbbra is, körül lehet-e írni az írást?” – Interjú Fenyvesi Orsolyával, Tempevölgy Online, Izsó Zita és Ayhan Gökhan interjúja
- Lehet-e parancsszóra alkotni baba mellett?, Nők Lapja Café
- "Ne csinálj magadnak ehető képet", Bukaresti Rádió
- "Könyvek között", beszélgetés Kacsóh Edittel, Magyar Adás, Román Televízió
- Belső közlés (Klubrádió), 110. adás (műsorvezető: Szegő János, szerkesztő: Pályi Márk)
- “Minden, amit írok, az én húsom” – beszélgetés Sirbik Attilával a Kalligram 2017 februári számában
- A versfordítás jutalomfalat Interjú a Versum-díj nyertesével, Fenyvesi Orsolyával (Pataky Adrienn, 2015. december 21.)
- Hiszek a varázslatban, Ayhan Gökhan interjúja
- Hogyan szerettessük meg az olvasást a gyerekekkel?, Fenyvesi Orsolya az olvasás szeretetéről
- "Minden a látvány", Szűcs Balázs interjúja, Litera.hu, 2015. október 30.
- "Aminek foga van", Fenyvesi Orsolyával Deres Kornélia készített interjút, Irodalmi Centrifuga, 2014. szeptember 1.
- Az én börtönéből szabadulni, (Zsurzsán Anita interjújra, Prae.hu, 2013. június 6..
- Az Irodalmi Jelen tudósítása a Tükrök állatai c. kötet szegedi könyvbemutatójáról (Boldog Zoltán videója)
- Fenyvesi Orsolya és Farkas Arnold Levente könyvbemutatója Szentendrén Orcsik Rolanddal (praecom videó)
- Beszélgetés a Tükrök állatairól Koncz Tamással[halott link], Radio Orient, 2014. január 28.
- Versvideó
- PoetVlog Fenyvesi Orsolya:Esse est percipi
- Hidak és labirintusok – Beszélgetés az acb Galériáról
- Fenyvesi Orsolya & Damien Bonneau hét felvonásban (videó)
- Versei az agoncasopis.com-on (szerb fordításban)